# 1909 في النرويج
فيما يلي قوائم الأحداث التي وقعت خلال عام 1909 في النرويج.

## سياسة

### انتهاء فترة المنصب
- 1 يناير – أبراهام تيودور بيرغه عضو برلمان النرويج  [لغات أخرى]‏.
- 1 يناير – ألفرد إريكسن عضو برلمان النرويج  [لغات أخرى]‏.
- 1 يناير – أوتو صبا عضو برلمان النرويج  [لغات أخرى]‏.
- 1 يناير – اينار وانغ نائب عضو برلمان النرويج  [لغات أخرى]‏.
- 1 يناير – إيفار آفاتسمارك عضو برلمان النرويج  [لغات أخرى]‏.
- 1 يناير – غونار كنودسن عضو برلمان النرويج  [لغات أخرى]‏.
- 1 يناير – كورنيليوس برنهارد هانسن عضو برلمان النرويج  [لغات أخرى]‏.
- 1 يناير – ماغنوس هالفورسن عضو برلمان النرويج  [لغات أخرى]‏.
- 1 يناير – هارالد بيترسن نائب عضو برلمان النرويج  [لغات أخرى]‏.
- 1 يناير – هانس جاكوب هورست عضو برلمان النرويج  [لغات أخرى]‏.
- 1 يناير – يوليوس كريستنسن نائب عضو برلمان النرويج  [لغات أخرى]‏.
- 1 يناير – يوهان لودفيغ موفينكل عضو برلمان النرويج  [لغات أخرى]‏.
- 1 يناير – يوليوس كريستنسن نائب عضو برلمان النرويج  [لغات أخرى]‏.

## رياضة
- 1 يناير – كأس النرويج 1909 الفائز نادي لين.

## مواليد

### يناير
- 15 يناير – بيارن أندرسن
- 19 يناير – كارل كريستيانسن مجدف نرويجي.
- 30 يناير – لارس بيرجيندال متزحلق نرويجي.

### فبراير
- 9 فبراير – أوسكار فريدريكسن متزحلق نرويجي.
- 26 فبراير – غونار أندرسن طائر تزلج نرويجي.

### مايو
- 15 مايو – ألف إنغن

### يونيو
- 19 يونيو – أوتو نيلسن مغني نرويجي.
- 22 يونيو – رودولف أندرياسن ملاكم نرويجي.

### يوليو
- 7 يوليو – آرنه لارسن متزحلق نرويجي.

### أغسطس
- 9 أغسطس – غونار ساند سياسي نرويجي.
- 13 أغسطس – كاير جوندرسين ملاكم نرويجي.
- 27 أغسطس – تريغفه أندرسن مصارع هاوي نرويجي.

### سبتمبر
- 23 سبتمبر – كارل راسموسن ممثل نرويجي.

## وفيات

### فبراير
- 3 فبراير – ثورفالد ماير (مواليد 1818) رجل أعمال نرويجي.

### أكتوبر
- 17 أكتوبر – ألبرت ماريوس جاكوبسن (مواليد 1838) سياسي نرويجي.